# U-245
U-245 – niemiecki okręt podwodny (U-Boot) typu VII C z okresu II wojny światowej. Okręt wszedł do służby w 1943 roku.

## Historia
Wcielony do 5. Flotylli celem treningu i zgrania załogi; od sierpnia 1944 roku w 3., a od października 1944 roku w 33. Flotylli jako jednostka bojowa.
Odbył trzy patrole bojowe, podczas których zatopił trzy statki o łącznej pojemności 17 087 BRT. 
Poddany 9 maja 1945 roku w Bergen, przebazowany 30 maja 1945 roku do Loch Ryan (Szkocja). Zatopiony 7 grudnia 1945 roku podczas operacji Deadlight.